# Thaia obtusa
Thaia obtusa är en insektsart som beskrevs av Irena Dworakowska och Chandrasekhara A. Viraktamath 1979. Thaia obtusa ingår i släktet Thaia och familjen dvärgstritar. Inga underarter finns listade i Catalogue of Life.